# Pásmán-Polka
Die Pásmán-Polka ist eine Polka von Johann Strauss (Sohn) (ohne Opus-Nummer). Das Werk wurde am 3. Januar 1892 von Militärkapellen in Ronbachers Etablissement in Wien erstmals aufgeführt. Am 6. Januar 1892 wurde es von Eduard Strauß im Konzertsaal des Wiener Musikvereins aufgeführt.

## Einzelnachweis
1. ↑  Quelle: Englische Version des Booklets (Seite 73) in der 52 CDs umfassenden Gesamtausgabe der Orchesterwerke von Johann Strauß (Sohn), Hrsg. Naxos (Label). Das Werk ist als elfter Titel auf der 26. CD zu hören.